# Lista de gentílicos do Uruguai
Esta é uma lista de gentílicos do Uruguai.
- Artigas - artiguense
- Canelones - canário
- Colônia do Sacramento - coloniense
- Departamento de Artigas - artiguense
- Departamento de Canelones - canário
- Departamento de Cerro Largo - arachanes, cerrolarguense
- Departamento de Colonia - coloniense
- Departamento de Durazno - duraznense
- Departamento de Flores - florense
- Departamento de Florida - floridense
- Departamento de Lavalleja - serrano
- Departamento de Maldonado - fernandino[1]
- Departamento de Montevideo - montevideano
- Departamento de Paysandú - sanducero
- Departamento de Río Negro - rio-negrense
- Departamento de Rivera - riverense
- Departamento de Rocha - rochense
- Departamento de Salto - saltenho
- Departamento de San José - maragato
- Departamento de Soriano - sorianense
- Departamento de Tacuarembó - tacuaremboense
- Departamento de Treinta y Tres - olimarenho
- Durazno - duraznense
- Florida - floridense
- Maldonado - fernandino
- Melo - melense
- Minas - minuano
- Montevidéu - montevideano
- Paysandú - sanducero
- Rivera - riverense
- Rocha - rochense
- Salto - saltenho
- San José de Mayo - maragato
- Tacuarembó - tacuaremboense
- Treinta y Tres - olimarenho
- Trinidad - poronguero